# (1298) Nocturna
(1298) Nocturna – planetoida z pasa głównego asteroid okrążająca Słońce w ciągu 5 lat i 189 dni w średniej odległości 3,12 au. Została odkryta 7 stycznia 1934 roku w Landessternwarte Heidelberg-Königstuhl w Heidelbergu przez Karla Reinmutha. Nazwa planetoidy pochodzi od łacińskiego przymiotnika nocturnus (nocny). Przed jej nadaniem planetoida nosiła oznaczenie tymczasowe (1298) 1934 AE.